# جليزا 667
جليزا 667 هو نظام نجمي ثلاثي يقع على بعد 23 سنة ضوئية 6.8 فرسخ فلكي من الأرض في اتجاه كوكبة العقرب . جميع نجوم النظام لها كتل أصغر من كتلة الشمس. وهناك نجم من القدر 12 د قريب من النظام، ولكنه ليس مرتبط جاذبياً بالنظام. بالعين المجردة، يبدو النظام كنجم خافت من القدر الظاهري 5.89. نظام جليزا 667 لة حركة خاصة عالية نسبياً تتجاوز ثانية قوسية سنوياً.

## جليزا 667 A
جليزا 667 أكبر نجم في النظام وهو النجم الرئيسي في النظام من نجوم النسق الأساسي النوع-K من التصنيف K3V. لة كتلة تعادل حوالي 73٪ كتلة شمسية ونصف قطر يبلغ 76% نصف قطر شمسي  ولكن ضياؤة يعادل فقط 12-13٪ ضياء شمسي.

## جليزا 667 B
جليزا 667 B هو النجم الثانوي في النظام ومثل النجم الرئيسي من نجوم النسق الأساسي النوع-K على الرغم من أن تصنيفة النجمي من النوع المتأخر من الفئة K5V. لهذا النجم كتلة تعادل حوالي 69% كتلة شمسية أو نحو 95% من كتلة النجم الرئيسي.

## جليزا 667 C
جليزا 667 C هو أصغر نجم في النظام لة كتلة تعادل حوالي 31٪ كتلة شمسية ونصف قطر يبلغ 42% نصف قطر شمسي  في مدار يبعد 230 وحدة فلكية من الزوج النجمي جليزا 667 AB .. جليزا 667 C قزم أحمر من التصنيف M1.5.

## النظام الكوكبي

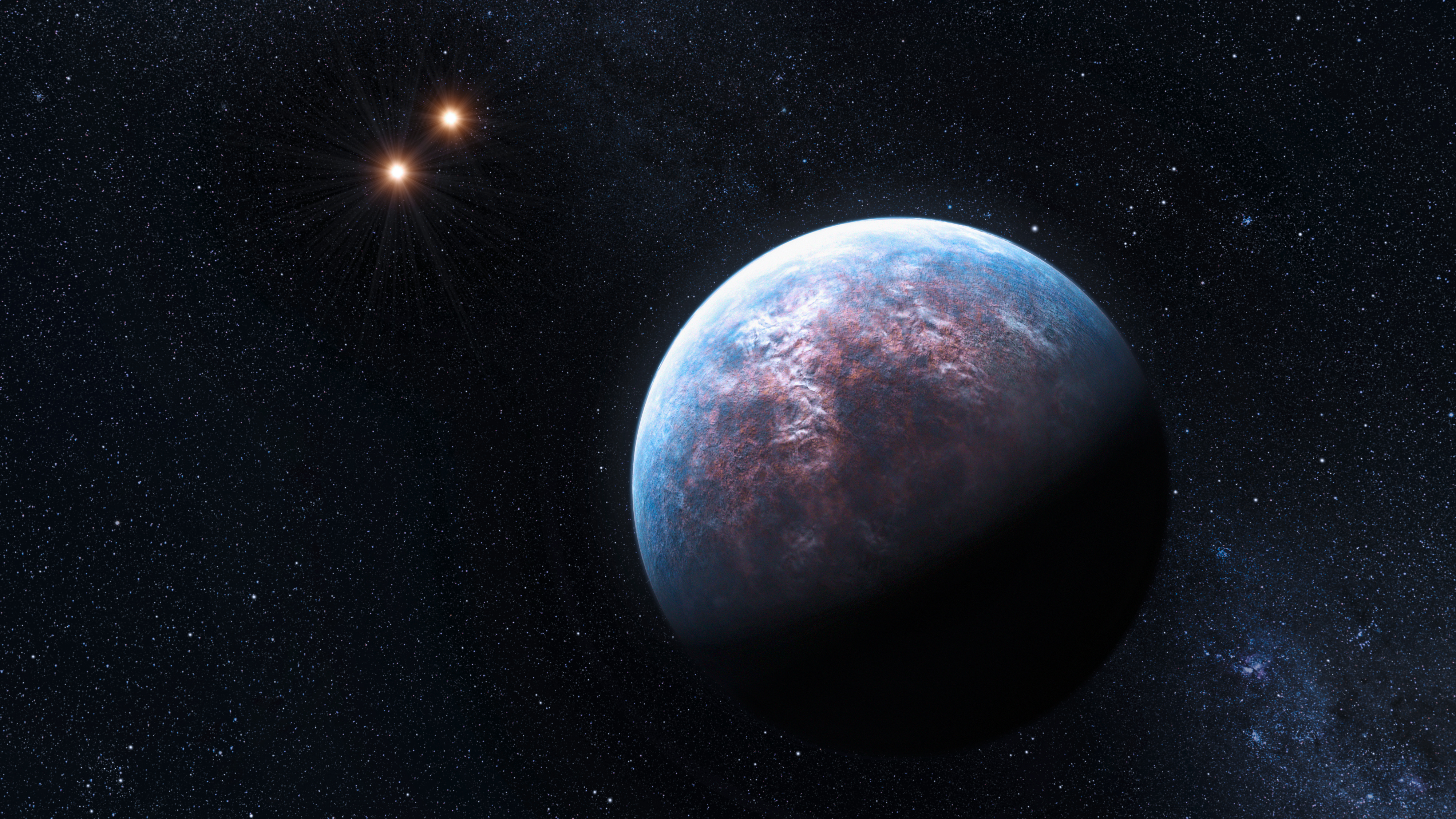
تصور فني لكوكب جليزا 667 Cb مع نظام جليزا 667 A/B الثنائي في الخلفية

كوكبين خارج المجموعة الشمسية، جليزا 667 Cb و جليزا 667 Cc أكد وجودهما بواسطة قياسات السرعة الشعاعية في مدار حول جليزا 667 C . وقد تم الادعاء بوجود ما يصل إلى خمسة كواكب إضافية، ولكن لم يتم تأكيد هذا الادعاء وربما تكون مجرد أثر خللٌ ناجم عن تداخل البيانات.
تم الإعلان عن اكتشاف الكوكب Cb لأول مرة من قبل مجموعة هاربس التابعة للمرصد الجنوبي الأوروبي في 19 أكتوبر 2009 بالإضافة إلى 29 كوكب آخر، في حين ذكر الكوكب Cc لأول مرة من قبل نفس المجموعة في في مجلد قبل الطباعة نشر في 21 نوفمبر 2011.
| رفيق (بترتيب النجوم) | كتلة              | نصف محور (AU) | الفترة المدارية (يوم) | انحراف        | ميلان | نق |
| -------------------- | ----------------- | ------------- | --------------------- | ------------- | ----- | -- |
| b                    | ≥5.661 ± 0.437 م⊕ | 0.050 ± 0.002 | 7.200 ± 0.001         | 0.122 ± 0.078 | >30°° | —  |
| c                    | ≥3.709 ± 0.682 م⊕ | 0.125 ± 0.004 | 28.143 ± 0.029        | 0.133 ± 0.098 | >30°° | —  |